# Mølholm (Aalborg)
 For alternative betydninger, se Mølholm. (Se også artikler, som begynder med Mølholm)
Mølholm er et kvarter i Aalborg tre kilometer vest for Aalborg Centrum. Kvarteret udgør den nordlige del af Hasseris og grænser i øst op til Aalborg Vestby.
Mølholm har traditionelt været et arbejderkvarter, og i kvarteret findes mange bynære familieboliger og rekreative arealer. 